# کی جی آپا
کنتی جیمز فیتزجرالد به اختصار کی جی آپا (متولد ۱۶ ژوئن ۱۹۹۷)، بازیگر و خواننده نیوزیلندی است که بیشتر با ایفای نقش کین جنکینز در ملودرام نیوزلندی خیابان شورتلند شناخته می‌شود. در سال ۲۰۱۶ پس از تلاش چهارماهه سازندگان سریال آمریکایی ریوردیل برای یافتن بازیگر، او به عنوان بازیگر نقش آرچی اندروز انتخاب شد. در سال ۲۰۱۵ آپا در فیلمی به کارگردانی لاسه هالستروم بازی کرد، این فیلم در سال ۲۰۱۷ اکران می‌شود.
همچنین ایشان دارای یک فرزند پسر می‌باشد

## زندگی شخصی

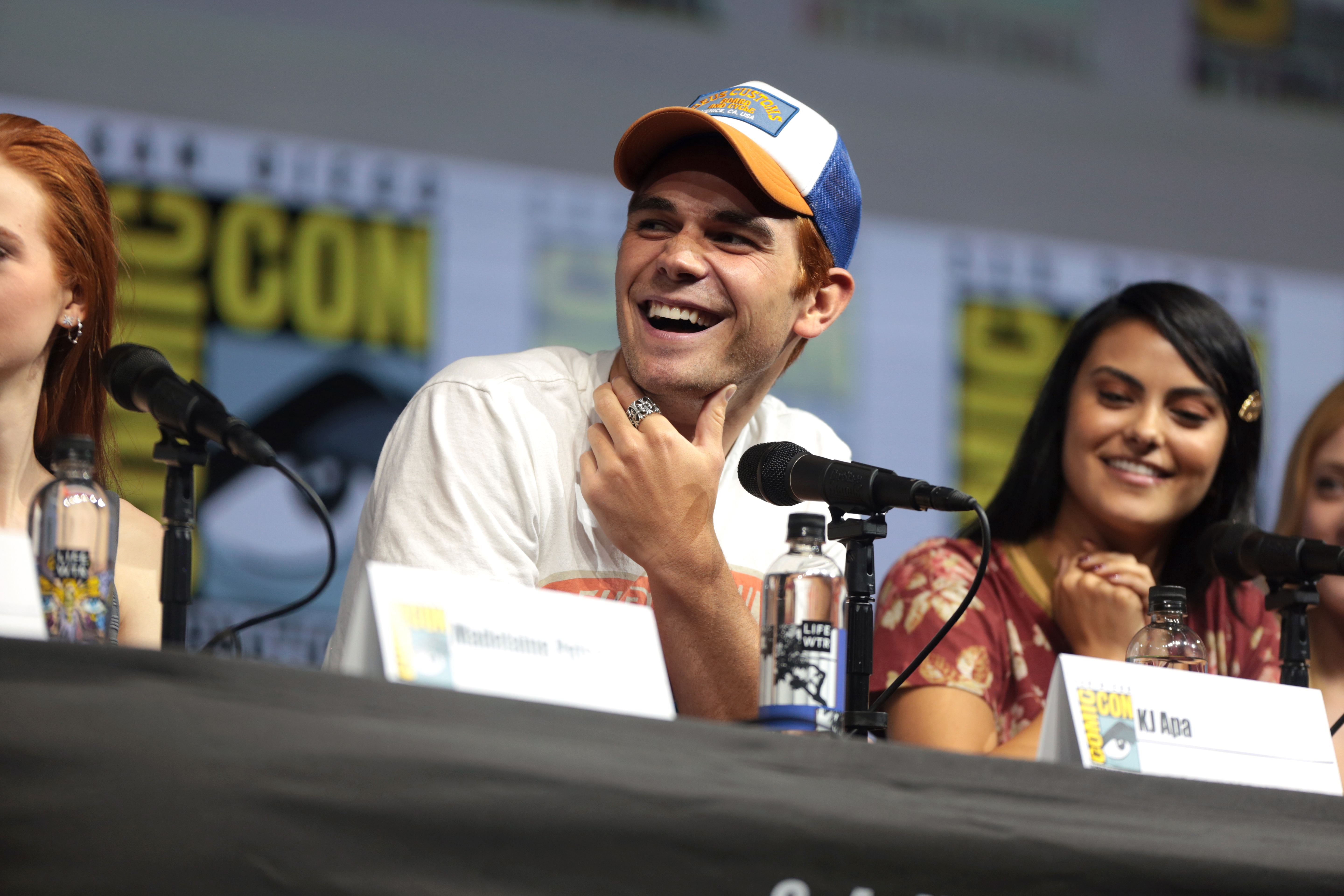
کنتی جیمز فیتزجرالد در سال 2018

کی جی آپا متولد شهر آوکلند است. نام پدر او کنتی و نام مادرش تسا است، پدر او اهل ساموآ و رئیس روستای خود در ساموآ ست او همچنین دو خواهر بزرگتر از خود به نام‌های آریتا و تیمنا دارد.
او پیش از شروع حرفه بازیگری اش، دیپلم خود را از کینگز کالج دریافت کرد.
آپا گیتار و پیانو نیز می‌نوازد.

## فیلم شناسی

### فیلم
| سال  | عنوان      | نقش   | توضیحات                |
| ---- | ---------- | ----- | ---------------------- |
| ۲۰۱۷ | هدف یک سگ  | ایثان |                        |
| ۲۰۲۰ | ناوبری کور | نیکو  | همکاری با اسکات ادکینز |

### تلویزیون
| سال        | عنوان          | نقش         | توضیحات             |
| ---------- | -------------- | ----------- | ------------------- |
| ۲۰۱۳–۲۰۱۵  | خیابان شورتلند | کین جنکینز  |                     |
| ۲۰۱۶       | کوچه بن‌بست     | جک          | بازیگر اصلی، ۶ قسمت |
| ۲۰۱۷-اکنون | ریوردیل        | آرچی اندروز | نقش اصلی            |